# Myrmochanes hemileucus
A Myrmochanes hemileucus a madarak osztályának verébalakúak (Passeriformes) rendjébe és a hangyászmadárfélék (Thamnophilidae) családjába tartozó Myrmochanes nem egyetlen faja.

## Rendszerezése
A fajt Philip Lutley Sclater és Osbert Salvin angol ornitológusok írta le 1866-ban, a Hypocnemis nembe Hypocnemis hemileuca néven. Egyes szervezetek a Myrmotherula nem sorolják Myrmotherula hemileuca néven.

## Előfordulása
Az Amazonas-medencében, Bolívia, Brazília, Ecuador, Kolumbia és Peru területén honos. Természetes élőhelyei a szubtrópusi vagy trópusi síkvidéki esőerdők és cserjések. Állandó, nem vonuló faj.

## Megjelenése
Testhossza 11 centiméter, testtömege 12-13 gramm.

## Életmódja
Rovarokkal és valószínűleg pókokkal táplálkozik.

## Természetvédelmi helyzete
Az elterjedési területe rendkívül nagy, egyedszáma pedig stabil. A Természetvédelmi Világszövetség Vörös listáján nem fenyegetett fajként szerepel.